# A Holland Antillák az olimpiai játékokon

1952-1984

A Holland Antillák az 1952-es nyári játékokon vett részt első alkalommal, 2008-ig valamennyi nyári olimpián szerepelt, kivéve kettőt, az 1956-ost, amelyiket Hollandia bojkottált Magyarország szovjet megszállása miatt, illetve az 1980-ast, amelyiket pedig az Amerikai Egyesült Államokkal együtt bojkottált. Az ország sportolói két alkalommal szerepeltek a téli játékokon is.
A szigetország egyetlen olimpiai érmet nyert, az 1988-as olimpián Jan Boersma ezüstérmet szerzett vitorlázásban.
A Holland Antilláki Olimpiai Bizottság 1931-ben alakult meg, a NOB 1950-ben vette fel tagjai közé, tagsága 2011-ig tartott, mert 2010. október 10-én a Holland Antillák felbomlott. A 2012-es nyári olimpiai játékokon Bonaire, Saba és Sint Eustatius sportolói már Hollandia színeiben vehettek részt, miután ezek a szigetek az ország szerves részévé váltak. Curaçao versenyzői független résztvevőkként indulhattak, az olimpiai zászló alatt (elméletileg ez lett volna a lehetőség Sint Maarten sportolói számára is, de onnan senki nem vett részt).

## Éremtáblázatok

### Érmek a nyári olimpiai játékokon
| Olimpia           | Arany          | Ezüst          | Bronz          | Összesen       |
| 1952, Helsinki    | 0              | 0              | 0              | 0              |
| 1956, Melbourne   | nem vett részt | nem vett részt | nem vett részt | nem vett részt |
| 1960, Róma        | 0              | 0              | 0              | 0              |
| 1964, Tokió       | 0              | 0              | 0              | 0              |
| 1968, Mexikóváros | 0              | 0              | 0              | 0              |
| 1972, München     | 0              | 0              | 0              | 0              |
| 1976, Montréal    | 0              | 0              | 0              | 0              |
| 1980, Moszkva     | nem vett részt | nem vett részt | nem vett részt | nem vett részt |
| 1984, Los Angeles | 0              | 0              | 0              | 0              |
| 1988, Szöul       | 0              | 1              | 0              | 1              |
| 1992, Barcelona   | 0              | 0              | 0              | 0              |
| 1996, Atlanta     | 0              | 0              | 0              | 0              |
| 2000, Sydney      | 0              | 0              | 0              | 0              |
| 2004, Athén       | 0              | 0              | 0              | 0              |
| 2008, Peking      | 0              | 0              | 0              | 0              |
| Összesen          | 0              | 1              | 0              | 1              |

## Érmek sportáganként

### Érmek a nyári olimpiai játékokon sportáganként
| Holland Antillák érmei a nyári olimpiai játékokon sportáganként | Holland Antillák érmei a nyári olimpiai játékokon sportáganként | Holland Antillák érmei a nyári olimpiai játékokon sportáganként | Holland Antillák érmei a nyári olimpiai játékokon sportáganként | Az olimpiai zászlaja |

| Sportág    | Arany | Ezüst | Bronz | Összesen |
| ---------- | ----- | ----- | ----- | -------- |
| Vitorlázás | 0     | 1     | 0     | 1        |
| Összesen   | 0     | 1     | 0     | 1        |